# Жорна (фільм)
«Жорна» — український документальний фільм про події під час Голодомору в Україні 1932-33 років на Харківщині.

## Інформація
Автор сценарію та режисер — журналістка Ганна Гін. Стрічку випущено харківською аґенцією «МедіаПорт». Тривалість — 1:20:24.
Фільм збудовано на спогадах людей, котрі пережили Голодомор. Автори стрічки не подають жодних висновків, не коментують і не пояснюють, аби глядач самотужки розібрався в тих страшних подіях — лише закадровий голос, що читає документи.
|  | Вона йому: «Вітюша, зараз закипить, я принесу. Ще хвилинку...» Принесла, а він вже помер.. Мати все життя потім повторювала, як щоб я на дві хвилини раніше принесла, Вітя б жив... |

Прем'єра фільму відбулася у 2008 році, на харківському каналі ОТБ. Авторський колектив за 9 місяців об'їхав всі 30 районів Харківської області — три з половиною тисячі кілометрів та сімнадцять годин відзнятого матеріалу стали підсумком цієї подорожі. Більше ніж 30 історій від вже старих людей, котрі були дітьми під час трагедії.
Очевидці розповідають, як односельці та сусіди перетворились на катів, що виконували волю людожерської системи, забираючи та знищуючи залишки їжі в тих, з ким в дитинстві грались в піжмурки та квача. Тодішня столиця України Харків перетворився на острів життя в океані смерти, де на вулицях вже збирали тіла селян, котрі намагались порятуватись від голоду.